# Caenaugochlora elisabethae
Caenaugochlora elisabethae là một loài Hymenoptera trong họ Halictidae. Loài này được Engel mô tả khoa học năm 1997.